# Magnolia thailandica
Magnolia thailandica là một loài thực vật có hoa trong họ Magnoliaceae. Loài này được Noot. & Chalermglin mô tả khoa học đầu tiên năm 2002.